# Teatro Calima
El Teatro Calima es un teatro ubicado en la ciudad de Cali. Es considerado bien de interés cultural y patrimonio arquitectónico de la ciudad de Cali.

## Historia
El teatro de inauguró el 27 de noviembre de 1963 con la proyección de Una noche en Hong Kong, en el marco del I Festival de Cine Japonés. Luego de su inauguración el teatro se convirtió en uno de los más grandes y populares de la ciudad bajo la dirección de Galindo Buenaventura. Fue sede de diversos cineclubes entre los que se destacó el Cineclub de Cali dirigido por Andrés Caicedo. A mediados del año 1999 el teatro cerró tras entrar en quiebra.
Tras la última proyección en el teatro el 9 de julio de 1999, este fue abandonado para luego ser arrendado como sede de una iglesia cristiana. El teatro se deterioró por la falta de mantenimiento durante estos años, corriendo con el riesgo del derrumbe de su techo. En octubre de 2016 el teatro fue adquirido por el empresario José Bobadilla quien dio inicio a la restauración del teatro, el cual fue reinaugurado el 6 de julio del 2017 tras nueve meses de trabajo. La reapertura contó con la obra del grupo Bambazú y la presencia de 900 espectadores.

## Arquitectura y dimensiones
El teatro tiene un diseño al estilo romano. Cuenta con capacidad para 1265 personas dispuesta en una gradería estilo romano dentro de una nave alta para una mejor perspectiva visual. La Fachada del teatro muestra el concreto y ladrillo a la vista. Compone un pórtico con cuatro columnas romboidales. La viga sobre las columnas soporta un característico plano de ladrillos formado como dientes de sierras con doce vanos cuadrados repartidos simétricamente sobre el plano. El piso del lobby está compuesto por granito con dilataciones de bronce que cubre una superficie de 140 metros cuadrados. La tarima principal en forma de media luna tiene unas dimensiones 19 por 7 metros ampliables a 19 por 11.